# 小行星10900
小行星10900（10900 Folkner）是一颗绕太阳运转的小行星，为主小行星带小行星。该小行星于1997年11月发现。

## 轨道参数
小行星10900的轨道半长轴为361 811 310 km（2.4185248 UA），离心率为0.173。